# Leptoneta patrizii
Leptoneta patrizii là một loài nhện trong họ Leptonetidae.
Loài này thuộc chi Leptoneta. Leptoneta patrizii được Carl Friedrich Roewer miêu tả năm 1953.